# 2-j Starszenskij
2-j Starszenskij lub Wtoroj Starszenskij (ros. 2-й Старшенский) – osiedle typu wiejskiego w zachodniej Rosji, w sielsowiecie romanowskim rejonu chomutowskiego w obwodzie kurskim.

## Geografia
Miejscowość położona jest nad rzeką Wieć w dorzeczu Siewu, 2,5 km od centrum administracyjnego sielsowietu romanowskiego (Romanowo), 8,5 km od centrum administracyjnego rejonu (Chomutowka), 111 km od Kurska.
W granicach miejscowości znajduje się ulica Ługowaja.

## Historia
Do czasu reformy administracyjnej w roku 2010 osiedle 2-j Starszenskij wchodziło w skład sielsowietu starszeńskiego, który w tymże roku został włączony w sielsowiet romanowski.

## Demografia
W 2010 r. miejscowość nie posiadała mieszkańców.